# Jean-Baptiste Chantrier
Jean-Baptiste Chantrier est un homme politique français né le 2 avril 1759 à Beaune (Côte-d'Or) et mort le 27 décembre 1836 à Beaune.

## Biographie
Juge de paix, puis procureur impérial à Beaune, il est député de la Côte-d'Or en 1815, pendant les Cent-Jours. Il ne reprend pas ses fonctions de magistrat sous la Seconde Restauration.

## Sources
- « Jean-Baptiste Chantrier », dans Adolphe Robert et Gaston Cougny, Dictionnaire des parlementaires français, Edgar Bourloton, 1889-1891 [détail de l’édition]